# Sint Jozefschool (Tegelen)
De Sint Jozefschool is een monumentaal schoolgebouw in Tegelen, met op het achtererf een overdekte speelplaats.

## Ontstaansgeschiedenis
In opdracht van het gemeentebestuur bouwde de Tegelse architect Caspar Franssen in 1916 de Julianaschool, een openbare lagere school, in een strakke stijl die invloeden vertoont van het neoclassicisme. De windvaan op de centrale dakruiter vermeldt het jaartal 1916. In 1927 ging de school over in handen van de katholieke Sint Martinusparochie, waarna in 1929 enkele uitbreidingen volgden. De gemeenteraad duidt de school in 1930 nog aan met de oorspronkelijke naam, later is de school hernoemd tot Sint Jozefschool. Anno 2024 is de naam Basisschool Sint Jozef, zonder een duidelijk confessionele stellingname.
Het vrijliggende gebouw staat op een terrein dat in het zuiden wordt begrensd door de Sint Josephstraat, in het oosten door de Grotestraat (voorheen de N271), in het westen door aangrenzende bebouwing en in het noorden door Plein 1817. 
De school werd door Franssen ontworpen als modelschool voor het lager onderwijs in Limburg. Later gerealiseerde varianten zijn echter soberder uitgevoerd, zoals in Roermond en Reuver, of nog maar ten dele bewaard gebleven, dan wel gesloopt, zoals in Horst.

## Kenmerken van het gebouw
Het gedeeltelijk onderkelderde schoolgebouw heeft een langgerekte hoofdvorm met twee korte dwarsvleugels. De hoofdvleugel aan de Grotestraat telt twee bouwlagen met een kapverdieping met een schilddak, met korte dwarskappen. Beide zijvleugels tellen één bouwlaag. Eén met schilddak en één met overstekend zadeldak, Alle daken zijn gedekt met donkerblauwgesmoorde muldenpannen. Het dak van de hoofdvleugel is op de nokeinden bekroond met pironnen. Het pand is opgetrokken uit in kruisverband gemetselde baksteen. 
Van monumentaal belang zijn onder meer de alom aanwezige kleurrijke lambriseringen in diverse tinten geglazuurde steen en de originele, zwartomrande vloeren met rode plavuizen. Daarnaast bevinden zich in de hal een cassettenplafond en een zwartmarmeren eerste steen met ingebeitelde, vergulde tekst:
"26 juni 1916 Op den honderdjarigen Gedenkdag van het Traktaat van Aken, waarbij Tegelen aan het Koninkrijk der Nederlanden werd toegevoegd, is deze eerste steen gelegd door den Burgemeester van Tegelen W.R.C. van Basten Batenburg."
Verder in het trappenhuis een keizerlijke trap met hardstenen treden, terrazzo stootranden, een siersmeedijzeren balustrade met houten handlijst, klimmende lambriseringen en een overspannende segmentboog op de verdieping.
De speelplaats wordt aan de westzijde afgesloten door een zeer langgerekt, overdekt gedeelte, met een rechthoekige plattegrond en een plat dak met overstek op decoratief gesneden houten klossen.

## Eeuwfeest
Tijdens het eeuwfeest kwam het boek Eeuweling, vertel eens uit, waarin bekende oud-leerlingen geïnterviewd werden, onder wie Chantal Janzen en Huub Stapel.

## Monumentaal belang
- Cultuurhistorische waarde als uitdrukking van een culturele en geestelijke ontwikkeling: de ontwikkeling van het openbare en bijzondere onderwijs in Limburg in de eerste decennia van de twintigste eeuw.
- De overdracht aan de Sint Martinusparochie illustreert de toenemende invloed van de parochies en het daaraan verbonden onderwijs in parochiescholen.
- Als modelschool van grote innovatieve waarde voor de typologische ontwikkeling van schoolgebouwen en overdekte speelplaatsen in Limburg.
- Architectuurhistorische waarde vanwege de vrij late en voor schoolgebouwen minder gebruikelijke toepassing van neoclassicistische stijlelementen.
- Ensemblewaarde vanwege de karakteristieke ligging op een goed bereikbare locatie in het centrum van Tegelen, waardoor het object van bijzondere betekenis is voor het aanzien van het centrum van Tegelen.
- Het gebouw is op hoofdlijnen gaaf bewaard gebleven exterieur van schoolgebouw met overdekte speelplaats en diverse bewaard gebleven elementen in het interieur.
- Zeldzaamheidswaarde als modelschool en vanwege de overdekte speelplaats, waarvan in Limburg inmiddels nog maar weinig voorbeelden zijn overgebleven.